# Renato Tarantelli Baccari
Renato Tarantelli Baccari (Roma, 25 aprile 1976) è un vescovo cattolico italiano, dal 21 novembre 2024 vescovo titolare di Campli e vicegerente della diocesi di Roma.

## Biografia
È nato il 25 aprile 1976 a Roma, da una famiglia di origini abruzzesi, molisane (Bonefro) e pugliesi (Rignano Garganico).
Ha conseguito la laurea in giurisprudenza e, in seguito, ha svolto la professione di avvocato, oltre che essere assistente e poi docente di diritto tributario all'Università degli Studi di Roma "La Sapienza" e alla Luiss Guido Carli.

### Formazione e ministero sacerdotale
Dopo aver conseguito la licenza in diritto canonico, è stato ordinato diacono il 28 ottobre 2017 nella basilica di San Giovanni in Laterano dal vicario generale di Sua Santità per la diocesi di Roma, l'arcivescovo Angelo De Donatis (poi cardinale), mentre ha ricevuto l'ordinazione presbiterale il 22 aprile 2018 da papa Francesco nella basilica di San Pietro in Vaticano.
Fino al momento della nomina a vescovo, ricopriva diversi incarichi: vicario episcopale giuridico-amministrativo e coordinatore dell'ambito giuridico e dell'ambito dell'amministrazione dei beni e delle risorse del vicariato di Roma; rettore della chiesa di Santa Maria del terzo millennio alle Tre Fontane; primicerio delle arciconfraternite del Santissimo Sacramento e di Maria Santissima del Carmine e di Maria Santissima del Buon Consiglio e dei Pellegrini.

### Ministero episcopale
Il 21 novembre 2024 papa Francesco lo ha nominato vescovo ausiliare e vicegerente della diocesi di Roma, assegnandogli la sede titolare di Campli, mentre il 25 novembre successivo gli ha assegnato il settore sud della diocesi di Roma. Alla presenza di papa Francesco, ha ricevuto l'ordinazione episcopale il 4 gennaio 2025, nella basilica di San Giovanni in Laterano, dal cardinale Baldassare Reina, vicario generale per la diocesi di Roma, co-ordinanti il cardinale Christoph Schönborn, arcivescovo metropolita di Vienna, e Michele Di Tolve, vescovo ausiliare di Roma.

## Genealogia episcopale
La genealogia episcopale è:
- Cardinale Scipione Rebiba
- Cardinale Giulio Antonio Santori
- Cardinale Girolamo Bernerio, O.P.
- Arcivescovo Galeazzo Sanvitale
- Cardinale Ludovico Ludovisi
- Cardinale Luigi Caetani
- Cardinale Ulderico Carpegna
- Cardinale Paluzzo Paluzzi Altieri degli Albertoni
- Papa Benedetto XIII
- Papa Benedetto XIV
- Papa Clemente XIII
- Cardinale Bernardino Giraud
- Cardinale Alessandro Mattei
- Cardinale Pietro Francesco Galleffi
- Cardinale Giacomo Filippo Fransoni
- Cardinale Carlo Sacconi
- Cardinale Edward Henry Howard
- Cardinale Mariano Rampolla del Tindaro
- Cardinale Antonio Vico
- Arcivescovo Filippo Cortesi
- Arcivescovo Zenobio Lorenzo Guilland
- Vescovo Anunciado Serafini
- Cardinale Antonio Quarracino
- Papa Francesco
- Cardinale Angelo De Donatis
- Cardinale Baldassare Reina
- Vescovo Renato Tarantelli Baccari

## Controversie
- Tarantelli Baccari è stato oggetto di contestazioni da parte del portale web di informazione Silere Non Possum circa la sua nomina a Data Protection Officer (DPO) del vicariato della diocesi di Roma; tale incarico, infatti, secondo il sito web, avrebbe potuto causare un conflitto d'interessi in virtù del fatto che Tarantelli già ricopriva il ruolo di direttore dell'Ufficio giuridico del vicariato di Roma.[5]
- La nomina episcopale di Tarantelli Baccari è stata accolta da alcuni con sorpresa, in quanto quest'ultimo ha svolto pochi anni di servizio pastorale rispetto agli altri membri del collegio episcopale, essendo sacerdote da soli sei anni al momento della nomina a vescovo,[6] e ha ricoperto principalmente incarichi curiali, essendo stato dal 2019 direttore dell'Ufficio giuridico del vicariato della diocesi di Roma e avendo un solo anno di esperienza come vicario parrocchiale e quattro anni di esperienza come Rettore del Santuario della Vergine della Rivelazione alle Tre Fontane.[7]